# Jari Litmanen
Jari Olavi Litmanen (Lahti, 20 de fevereiro de 1971) é um ex-futebolista finlandês que atuava como meio-campista.
Considerado o melhor futebolista de todos os tempos da Finlândia, tinha como principais características a visão de jogo, equilíbrio, técnica e, principalmente, a qualidade nas assistências para os companheiros de equipe. Jogava nas posições de meia-ofensivo, segundo atacante ou até centroavante. Ao longo da carreira, teve sérios problemas com contusões, porém mesmo assim continuou atuando e encerrou sua carreira como jogador profissional com mais de 40 anos de idade.
Litmanen nasceu em uma família de jogadores de futebol. Seu pai, Olavi Litmanen, atuou também na Seleção Finlandesa e no Reipas, uma equipe local. Sua mãe também jogou pelo Reipas na primeira divisão feminina.
Litmanen jogava hóquei no gelo, mas mudou-se para o futebol aos quinze anos, que sempre foi a sua principal paixão nos esportes. Dentre os seus principais títulos, destacam-se a Liga dos Campeões da UEFA de 1994–95, pelo Ajax, a Copa Intercontinental de 1995, também pelo Ajax, e a Copa da UEFA de 2000–01 pelo Liverpool.

## Carreira

### Início
Em 1987, com apenas 16 anos de idade, Litmanen fez sua estreia na equipe principal do Reipas na Mestaruussarja, a antiga primeira divisão da Finlândia. Já em 1991, após quatro temporadas, foi contratado pelo HJK Helsinki, maior clube do país. Um ano mais tarde foi contratado pelo MyPa, onde foi treinado por Harri Kampman, que tornou-se seu empresário mais tarde. O meio-campista conquistou a Copa da Finlândia com o MyPa antes de se transferir para o exterior no verão finlandês de 1992.

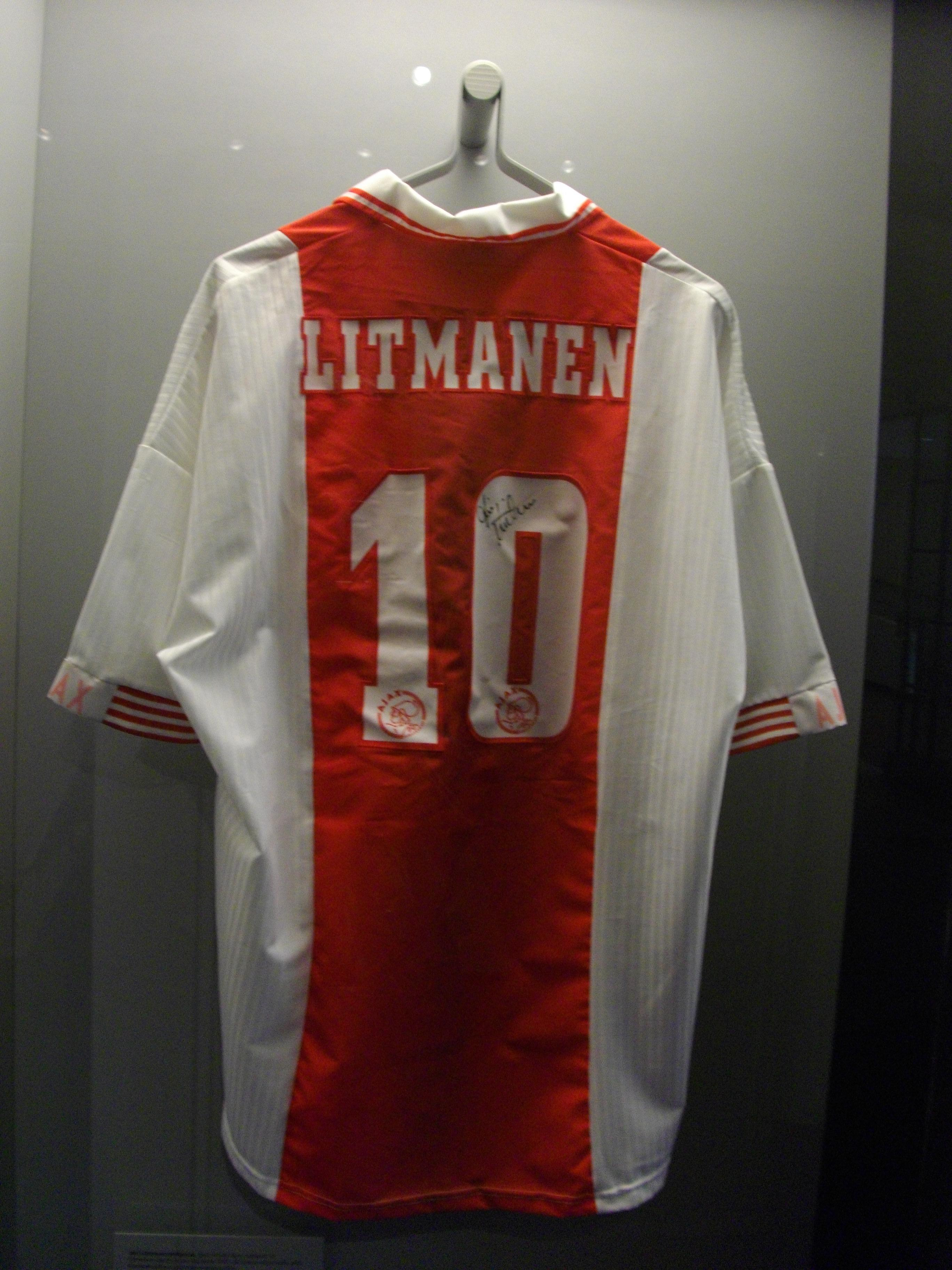
Camisa usada por Litmanen nos tempos de Ajax, exposta em um museu de esportes na Finlândia

### Ajax
Litmanen tinha sido cobiçado por diversos clubes europeus, mas acabou contratado pelo Ajax de Amsterdã (Holanda). Sua primeira temporada nos Países Baixos transcorreu na sombra do craque Dennis Bergkamp, de quem era reserva. Porém, quando Bergkamp se transferiu para a Internazionale, foi dada a Jari a famosa camisa 10. Com ela, ele marcou 26 gols na temporada 1993–94, sendo o artilheiro da Eredivisie, e assim, conduzindo o Ajax ao título do torneio.
Litmanen era uma das estrelas da equipe de Louis van Gaal que alcançaram a final da Liga dos Campeões da UEFA na temporada 1994–95. O finlandês, que atuou em todas as partidas como titular e conquistou a competição quando o Ajax venceu o Milan na final, terminou a Champions como vice-artilheiro, com seis gols, atrás apenas do liberiano George Weah, então no Paris Saint-Germain.
Na temporada seguinte, 1995–96, Litmanen era o artilheiro da Liga dos Campeões com nove gols, incluindo o gol de empate na final contra a Juventus, que o Ajax perdeu por 4 a 2 na disputa por pênaltis. No dia 28 de novembro de 1995, no Estádio Olímpico de Tóquio, no Japão, o meia sagrou-se campeão da Copa Intercontinental após uma vitória contra o Grêmio nos pênaltis. Nesse ano ele terminou em terceiro lugar na votação para a Bola de Ouro (tinha terminando em oitavo no ano anterior).
Litmanen permaneceu sete anos em Amsterdã, onde conquistou quatro Campeonatos Holandeses e três Copas da Holanda. Além de artilheiro do clube em competições europeias, com 24 gols em 44 partidas, é um dos três jogadores apresentados em um vídeo especial no museu do Ajax. Os outros dois são Marco van Basten e Johan Cruijff.

### Barcelona
Em 1999, junto com Van Gaal, Litmanen foi contratado pelo Barcelona. No entanto, seu desempenho no clube catalão foi dificultado pelas diversas contusões. A situação piorou quando o técnico Van Gaal foi substituído por Lorenzo Serra Ferrer; com a mudança, Litmanen perdeu ainda mais espaço na equipe. Em julho de 2000 foi anunciado que não teria seu contrato renovado. No total, atuou em 32 partidas pelo Barça, com quatro gols marcados e duas assistências distribuídas.

### Liverpool
Teve sua contratação oficializada pelo Liverpool no dia 4 de janeiro de 2001, sendo anunciado pelo diretor Gérard Houllier como "um dos melhores jogadores que o Liverpool contratou". Porém, novamente as contusões surgiram, significando que o meio-campista jogaria poucas partidas. Marcou gols contra o Tottenham e o Bayer Leverkusen e marcou de pênalti, nos acréscimos, na vitória do Liverpool sobre a Roma pela Liga dos Campeões da UEFA. Fez parte da equipe que conquistou a tríplice coroa (Copa da Liga Inglesa, Copa da Inglaterra e da Copa da UEFA) na temporada 2000–01, mesmo que não tenha atuado nos três últimos jogos devido à contusão. Após o término da temporada 2001–02, não teve seu contrato renovado.

### Segunda passagem pelo Ajax
O meio-campista decidiu retornar ao Ajax, onde foram dadas as boas-vindas a um herói com uma torcida que voltou a cantar seu nome. Era um dos jogadores-chave, pois o Ajax alcançou as quartas-de-final da Liga dos Campeões na temporada 2002–03. Na maior parte da temporada 2003–04, entretanto, problemas relacionados a contusões novamente ocorreram e, no verão de 2004, Litmanen foi dispensado.

### Lahti e Hansa Rostock
O retorno de Litmanen à Finlândia era muito aguardado, e foi anunciado como "o retorno do rei". Entretanto, transferiu-se para o Hansa Rostock, clube da Bundesliga, em janeiro de 2005 para ajudar o time a fugir do rebaixamento. No Rostock teve uma boa sequência como titular e atuou em 14 partidas, marcando um gol. Entretanto, o clube alemão foi rebaixado, o que fez chegar ao fim o ciclo de Litmanen no time.

### Malmö
Chegou ao Malmö, da Suécia, em julho de 2005, seduzido pela oferta de ajudar os suecos a se qualificarem para a Liga dos Campeões. Esta oferta, entretanto, não deu certo, pois o próprio Litmanen permaneceu contundido durante todo o período do outono, realizando somente algumas partidas. Decidiu continuar sua carreira com o Malmö na temporada 2006, onde continuou no departamento médico depois de sofrer contusões ao longo da temporada. Entretanto, os momentos presentes em campo mostraram que ainda possuía lampejos de um brilhante jogador quando atuava 100% fisicamente. Depois de uma operação para tratar o rompimento de um ligamento do tornozelo durante o inverno, o Malmö e Litmanen decidiram estender seu contrato até a temporada 2007. Porém, uma contusão no tornozelo em junho de 2007 obrigou o meio-campista a romper seu contrato com o clube sueco.

### Fulham
Em janeiro de 2008, Litmanen foi convidado pelo antigo treinador da Seleção Finlandesa e seu amigo pessoal, Roy Hodgson, a participar de um período de 10 dias de testes no Fulham, da qual Hogdson era treinador. Ao término deste período, assinou um contrato com a equipe londrina no dia 31 de janeiro, juntamente com seu compatriota Toni Kallio. Algumas semanas após a assinatura do contrato, o meia teve que voltar para a Finlândia para um período de repouso, depois de enfrentar sérios problemas cardíacos. No dia 31 de março, Litmanen fez sua estreia com a camisa dos Cottagers num jogo-treino em que os reservas da equipe londrina enfrentaram os reservas do Tottenham. A cinco minutos do fim do primeiro tempo, abriu o placar com um gol de pênalti. Foi substituído no segundo tempo, e o Fullham perdeu a partida, de virada, por 3 a 1. Embora tenha assinado contrato em janeiro, Litmanen foi dispensado da equipe londrina em maio do mesmo ano sem ter atuado pelo time principal.

### Retorno ao Lahti
Jornais de Helsinki noticiaram que, durante suas férias de junho em Roma, Litmanen havia se encontrado com o antigo jogador grego Zisis Vryzas, então presidente do PAOK, a fim de acertar detalhes para defender a equipe grega na próxima temporada. Entretanto, o acerto não ocorreu e o meia seguiu treinando para manter a forma física durante o verão de 2008, no Lahti. No dia 8 de agosto, foi anunciado que Litmanen defenderia o Lahti no restante do ano. Em sua estreia, jogou apenas 34 minutos por sua equipe, marcando duas vezes e dando assistência para outros dois gols. Litmanen conduziu o Lahti ao terceiro lugar pela primeira vez em sua história e conseguindo a inédita qualificação para uma competição europeia. No dia 16 de abril de 2009, renovou com o Lahti por mais um ano, anotando seu primeiro gol pela equipe finlandesa em competições europeias contra o Gorica, na vitória por 2 a 0, na fase de classificação da Liga Europa da UEFA, resultando em vitória finlandesa por 2 a 1 no resultado agregado. Com este gol, Litmanen chegou à respeitável marca de 30 gols em 83 jogos em competições europeias. Já no dia 18 de setembro de 2010, marcou um gol de bicicleta na vitória fora de casa sobre o Oulu, por 2 a 1. No dia 23 de outubro, alcançou a marca de 50 gols na Veikkausliiga, na derrota por 3 a 2 frente ao TPS, que rebaixou o Lahti à Ykkönen.

### Retorno ao HJK
No dia 20 de abril de 2011, aos 40 anos, Litmanen assinou um contrato de um ano com o HJK Helsinki, então atual campeão finlandês, tornando-se um dos poucos futebolistas a atuar profissionalmente em quatro décadas diferentes (1980, 1990, 2000 e 2010). Usualmente, iniciava as partidas no banco e jogava de 10 a 30 minutos por jogo. Antti Muurinen, o técnico, classificou Litmanen como uma "munição preciosa" da equipe. Já no dia 24 de setembro, entrou em campo durante a final da Copa da Finlândia, aos 35 minutos do segundo tempo, em um empate por 0 a 0 entre o HJK e o KuPS. Aos três minutos do segundo tempo da porrogação, Litmanen inaugurou o placar, com um gol de meia-bicicleta, e o HJK venceu a partida por 2 a 1. Foi a segunda Copa da Finlândia conquistada por Litmanen, sendo a primeira em 1992, com o MyPa. No dia 2 de outubro, o time azul e branco de Helsinki assegurou o bicampeonato nacional, com Litmanen jogando 18 partidas, nas quais o HJK venceu sempre que ele esteve em campo. A série foi quebrada no dia 14 de outubro, em um empate por 0 a 0 com o JJK Jyväskylä. Já no dia 29 de outubro, Litmanen alcançou a marca de 200 partidas pela Veikkausliiga, dando assistências para três gols na vitória por 5 a 2 sobre o Haka.

## Seleção Nacional

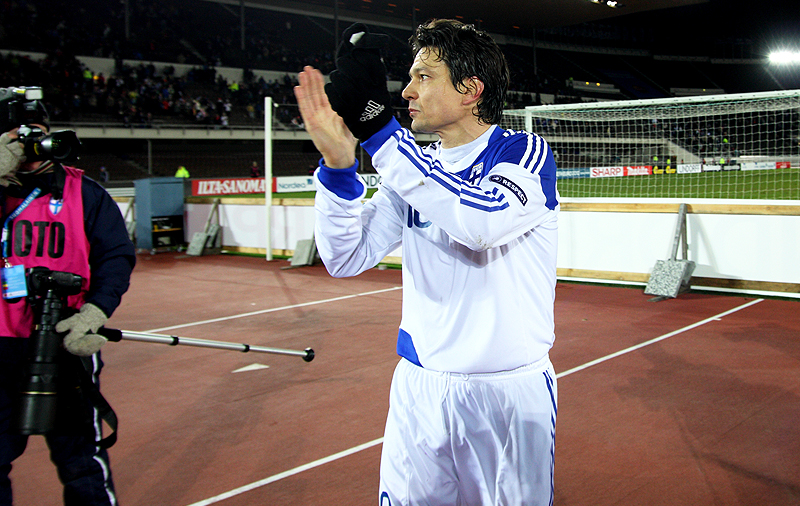
Litmanen em novembro de 2010, em sua última partida pela Seleção Finlandesa

Litmanen estreou pela Seleção Finlandesa no dia 22 de outubro de 1989, contra Trinidad e Tobago, e marcou seu primeiro gol no dia 16 de maio de 1991, contra Malta. O fato da Finlândia nunca ter se qualificado para um torneio internacional impediu que Litmanen provasse seu talento para o mundo. Litmanen foi capitão da Seleção da Finlândia desde 1996, onde foi o coração e a alma da equipe por mais de uma década. Litmanen realizou sua centésima partida no dia 25 de janeiro de 2006, contra a Coreia do Sul. Detém, na atualidade, o status de jogador com mais partidas jogadas pela Finlândia e está entre os únicos de dois finlandeses que alcançou mais de 100 partidas. Litmanen é também o artilheiro, com 32 gols.
Pensou-se que Litmanen não jogaria as partidas Eliminatórias da Euro 2008 devido a uma operação médica em seu tornozelo em junho de 2007, onde teve que se afastar dos gramados por seis meses. Sua contusão o forçou também a cancelar seu contrato com o Malmö. Entretanto, o treinador Roy Hodgson anunciou Litmanen mais uma vez para o elenco da Finlândia em 8 de novembro, com dois jogos eliminatórios da máxima importância. Foi o principal artilheiro da Finlândia na campanha de qualificação da Euro com três gols, um contra o Cazaquistão e dois contra a Polônia.
Em 2004, Litmanen foi eleito o melhor jogador da Finlândia dos 50 anos da UEFA, nos Prêmios do Jubileu da entidade.

## Títulos
MyPa
- Copa da Finlândia: 1992

Ajax
- Eredivisie: 1993–94, 1994–95, 1995–96, 1997–98 e 2003–04
- Copa dos Países Baixos: 1993, 1998 e 1999
- Supercopa dos Países Baixos: 1993, 1994 e 1995
- Liga dos Campeões da UEFA: 1994–95
- Supercopa da UEFA: 1995
- Copa Intercontinental: 1995

Liverpool
- Copa da Inglaterra: 2000–01
- Copa da Liga Inglesa: 2000–01
- Supercopa da Inglaterra: 2001
- Copa da UEFA: 2000–01
- Supercopa da UEFA: 2001

HJK
- Campeonato Finlandês: 2011
- Copa da Finlândia: 2011

Seleção Finlandesa
- Campeonato Nórdico: 2000–01

### Prêmios individuais
- Jogador Europeu da temporada pela UNICEF: 1994–95
- Futebolista Finlandês do Ano: 1990, 1992, 1993, 1994, 1995, 1996, 1997 e 1998
- Esportista finlandês do ano: 1995
- Futebolista Neerlandês do Ano: 1993
- Artilheiro da Eredivisie: 1993–94 (26 gols)
- Artilheiro da Liga dos Campeões da UEFA: 1995–96 (9 gols)
- Seleção da Europa (ESM): 1994–95 e 1995–96
- Jogador com mais partidas pela Seleção Finlandesa: 137 jogos
- Maior artilheiro da Seleção Finlandesa: 32 gols